# Ea Rbin
Ea Rbin là một xã thuộc huyện Lắk, tỉnh Đắk Lắk, Việt Nam.

## Địa lý
Xã Ea Rbin nằm ở phía tây huyện Lắk, có vị trí địa lý:
- Phía đông giáp xã Buôn Triết và Nam Ka
- Phía tây giáp xã Nâm N'Đir, Đức Xuyên, Đắk Nang và Quảng Phú, huyện Krông Nô, tỉnh Đắk Nông qua sông Krông Nô
- Phía nam giáp xã Nam Ka
- Phía bắc giáp xã Bình Hoà, huyện Krông Ana.

Xã Ea Rbin có diện tích 79,5 km², dân số năm 1999 là 1332 người, mật độ dân số đạt 17 người/km².

## Hành chính
Xã Ea Rbin được chia thành 4 buôn: Ea Ring, Phôk, Plao Siêng, Sa Bôk.

## Lịch sử
Trước đây, Ea Rbin là một xã thuộc huyện Krông Nô (trước đây thuộc tỉnh Đắk Lắk), được thành lập vào tháng 5 năm 1992.
Ngày 2 tháng 1 năm 2004, sau khi chuyển huyện Krông Nô về tỉnh Đắk Nông mới thành lập, chuyển xã Ea Rbin thuộc huyện Krông Nô về huyện Lắk của tỉnh Đắk Lắk mới quản lý.